# Каба Лиман
Каба Лиман (алб. Kaba Liman; Дебар, 1924 — Банова Јаруга, код Кутине, 17. април 1945), учесник Народноослободилачке борбе Југославије и Албаније и народни херој Југославије.

## Биографија
Рођен је 1924. године у Дебру, у веома сиромашној породици. Основну и грађанску школу завршио је у родном граду. Због материјалних прилика није могао да се даље школује.
По италијанској окупацији западне Македоније, укључио се у антифашистички покрет. После окупације отишао је у Приштину и уписао се у гимназију. Као антифашиста, био је веома активан у интернату за средњошколце. Окупљао је омладину, делио им летке и договарао одлазак у партизане. Окупаторска полиција открила је његову делатност и ухапсила га, али он није ништа признао. Након изласка из затвора, у току 1942. године своју активност проширио је и изван гимназије, на омладину Приштине и Призрена.
Поред растурања летака и одржавања састанака, почео је да организује и оружане акције. Полиција га је затим ухапсила по други пут, након чега је у затвору био мучен у сврху признања и одавања својих партијских другова. Комунисти чији је руководилац био, ускоро су успели да га ослободе из затвора.
После бега из затвора више није могао да остане на Косову, па се вратио у Дебар. Тамо се такође прикључио Народноослободилачком покрету. У његовој кући одржавали су се илегални партијски састанци на којима је присуствовао и Кузман Јосифовски. Јосифовски је на једном од тих састанака у његовој кући основао Месни комитет КПЈ Дебар. Почетком 1943. године, Каба је отишао у Тирану и тамо радио за антифашистички покрет. У мају је ступио у албански партизански одред „Даити“. Одмах после капитулације Италије вратио се у Дебар, где је постављен за заменика политичког комесара команде места.
После повлачења партизана из града након немачке офанзиве, налазио се у партизанској чети која је дејствовала на терену Пишкопеје. Када је формирана Седма албанска бригада, био је постављен за заменика политичког комесара батаљона.
Истакао се у свим борбама које су водиле јединице којима је припадао, а посебно се исказао приликом ослобођења Струге. После ослобођења Македоније, отишао је на Сремски фронт, где је био на положају заменика комесара батаљона. Погинуо је у другој половини априла 1945. године, у борби против четника Драже Михаиловића код Банове Јаруге у западној Славонији. Према другим изворима, погинуо је у региону Ђакова, у борби против немачко-усташких снага 17. априла 1945. године
Указом председника Федеративне Народне Републике Југославије Јосипа Броза Тита, 9. октобра 1953. године, проглашен је за народног хероја.